# Marilice Corona

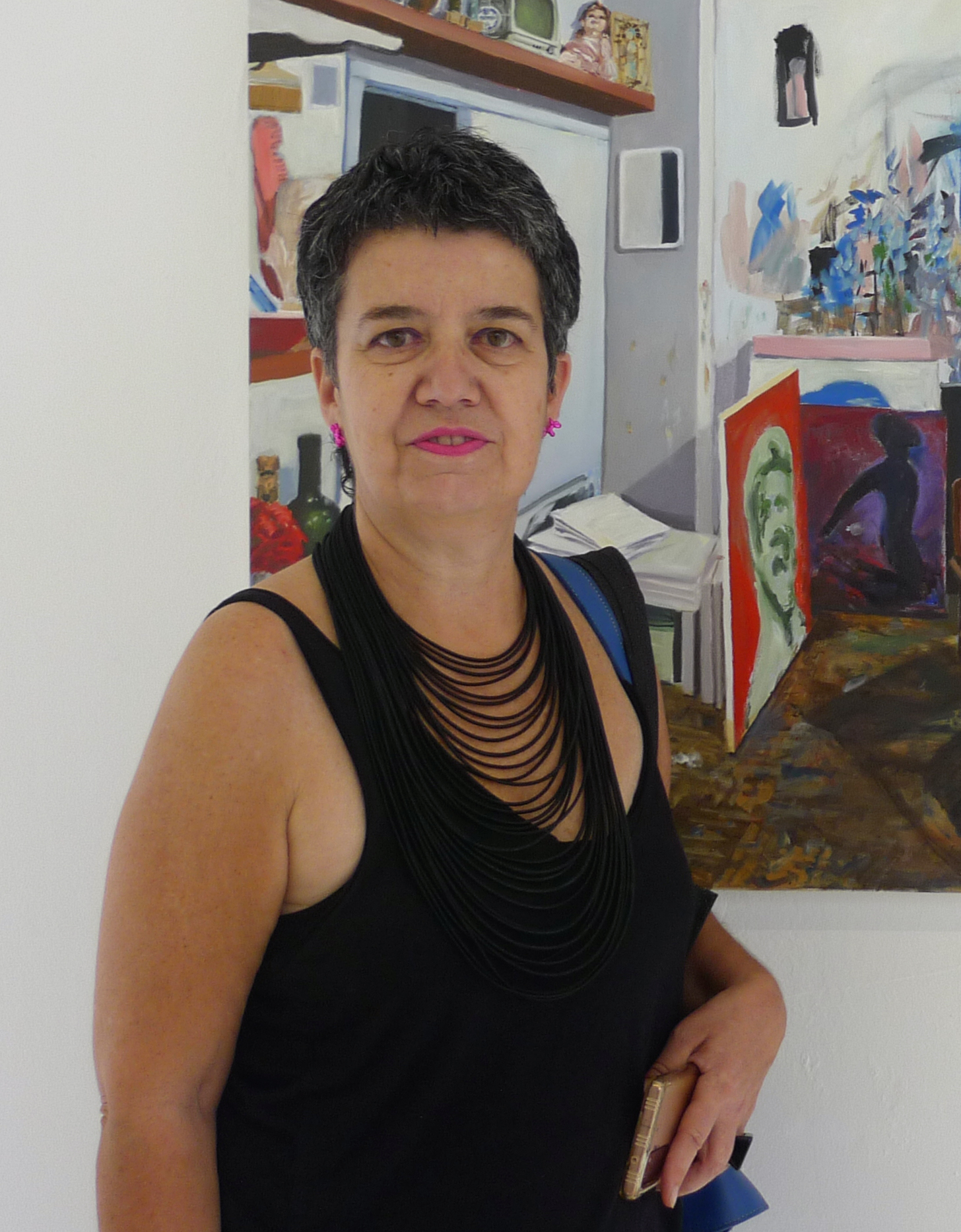
Marilice Corona

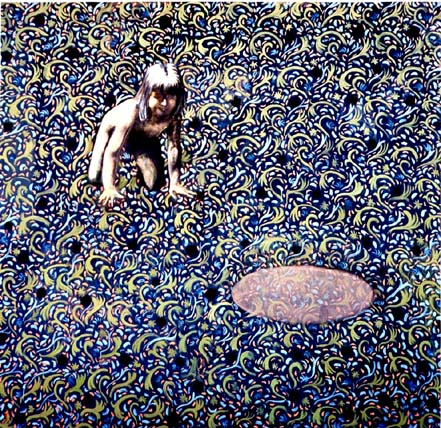
Marilice Corona: sem título, acrílico sobre tela, 1996

Marilice Villeroy Corona (Porto Alegre, 1964) é uma professora, pesquisadora e artista plástica brasileira.
Formou-se em Desenho e Pintura no Instituto de Artes da UFRGS e em 2009 defendeu seu doutorado em Poéticas Visuais com a tese Autorreferencialidade em território partilhado. É professora da graduação e da pós-graduação no Instituto. Iniciou sua carreira como pintora na década de 1980, sendo um dos destaques do Projeto João Fahrion do Instituto Estadual de Artes Visuais do Rio Grande do Sul, que procurava revelar novos talentos. Participou de importantes exposições no Rio Grande do Sul, como a Arte Sul (MARGS, 1989) e Atitudes Contemporâneas (IEAVI, 1991), 360º de Pintura Agora (MACRS-IEAVI, 1992), Jovem Pintura Figurativa (MACRS, 1994). Na década de 1990 já tinha um reconhecimento nacional. Também participou da Mostra do Desenho Brasileiro (Curitiba, 1991), do Salão Paranaense (Curitiba, 1991), e do 7º Salão Nacional Victor Meirelles (Florianópolis, 2000). Apresentou individuais em prestigiados espaços nacionais e internacionais, como Espaço de Exposição (Palácio das Artes, Belo Horizonte, 2006); Méthodes et Mesures (Maison du Brésil, Paris, 2008); Em Jogo (StudioClio, Porto Alegre, 2013); Espaço de jogo (Fundação Dom Luis, Cascais/Portugal, 2014), e Entre o acervo e o estúdio (Museu Nacional de Belas Artes, 2019). Tem numerosos artigos publicados.
Foi distinguida com o Prêmio Incentivo à Criatividade no IX Salão de Artes Plásticas da Câmara Municipal de Porto Alegre (1990); o Prêmio Açorianos de Destaque em Pintura pela individual Espaços de Exposição (2008); e Menção Honrosa no Prêmio CAPES de Tese (2010). Em 2018 recebeu três indicações para o Prêmio Açorianos, nas categorias de Destaque em Exposição Individual e Destaque em Memória, pela individual Entre o acervo e o eStúdio, e na categoria de Destaque em Reflexão pelo II Seminário de Pintura: Algumas questões para a pintura hoje, vencendo na categoria de Destaque em Exposição Individual. Em 2011 foi indicada ao Açorianos na categoria de Destaque em Pintura pela individual En Abyme. Foi membro do júri do Prêmio Açorianos em 2013.
Sua produção mais recente aborda o estudo dos gêneros pictóricos e dos processos criativos e a autorreferencialidade na pintura. A pesquisadora Mônica Zielinsky assim se referiu ao seu trabalho: 
"O trabalho artístico da artista brasileira Marilice Corona, do Rio Grande do Sul, expõe uma pintura articulada com a fotografia que revisa a história da própria pintura. Esta é visualizada através de seus vários paradigmas institucionais (a pintura em sua perspectiva institucional) e em seu funcionamento, em especial do quadro. A ótica da artista volta-se assim, por um lado, a implicações da pintura com o espaço representado, com o de representação e com o de visibilidade. A partir destas noções, emprega o recurso en abyme, ao desdobrar uma enunciação visual sobre si mesma, ao infinito, tendo sempre o quadro como referência. Sob este ponto de vista, a artista indaga sobre a própria natureza da representação, sobre a história institucional e paradigmática da pintura, mas mais ainda, sobre o sentido de funcionamento do próprio quadro. Por outro lado, o trabalho de Marilice Corona emprega fartos arquivos constituídos de referências da história da representação pictórica como documentos de trabalho, isto é, como aqueles que fazem parte de sua pintura e de seu próprio processo de produção".
Analisando a maneira como ela trabalha o espaço do plano pictórico, a pesquisadora Ana Albani de Carvalho disse: 
"Se a ideia de superfície está presente na obra de um escultor, o espaço nunca esteve ausente da pintura, ainda que na forma de representação. A pintura de Marilice Corona pode ser inserida nesse embate ou nessa proposta de interlocução plano e espaço, pelo viés da representação. Justaposição de planos, bidimensionalidade articulados à ilusão de profundidade, possibilitada pelo recurso à perspectiva, à figura e às variações de escala: a pintura de Marilice Corona explora sequências de deslocamentos constantes, provocando o contínuo reposicionamento do olhar".